# 대한민국 민법 제401조
대한민국 민법 제401조는 채권자지체와 채무자의 책임에 대한 민법 채권법 조문이다.

## 조문
제401조(채권자지체와 채무자의 책임) 채권자지체 중에는 채무자는 고의 또는 중대한 과실이 없으면 불이행으로 인한 모든 책임이 없다.

第401條(債權者遲滯와 債務者의 責任) 債權者遲滯 中에는 債務者는 故意 또는 重大한 過失이 없으면 不履行으로 因한 모든 責任이 없다.

## 참고 문헌
- 오현수, 일본민법, 진원사, 2014. ISBN 978-89-6346-345-2
- 오세경, 대법전, 법전출판사, 2014 ISBN 978-89-262-1027-7
- 이준현, LOGOS 민법 조문판례집, 미래가치, 2015. ISBN 979-1-155-02086-9
- 양장수. (1986, 4). 민법 제401조와 제461조의 경계획정. 고시계, 31(5), 202-215.